# Koninklijke Fanfare Sint-Isidorus, Olen
De Koninklijke Fanfare Sint Isidorus is een fanfare uit de Belgische plaats Olen, opgericht in 1910 in de schoot van de Boerengilde, die speelt in de superieure afdeling.
Vooral vanaf de jaren 60 van vorige eeuw werd de kwaliteit van het korps beter en werden er meerdere eerste prijzen behaald op diverse concours, vooral onder de leiding van Alfons Van Loo.
Dirigent Van Loo werd in 1975 opgevolgd door René Beckers. Onder zijn leiding werd ook de moderne muziek geïntroduceerd in de fanfare. Het korps werd onder andere Provinciaal en Belgisch Kampioen in 1980 en behaalde een eerste prijs in Kerkrade in 1981.
René Beckers werd in 1985 opgevolgd door Marc Verdonck. Ook onder Verdonck werd een aantal Provinciale titels in de wacht gesleept.
Sinds 2004 staat de Sint-Isidorusfanfare onder leiding van Nico Meylemans. Dat jaar haalde de fanfare 91% in de Ere-afdeling op het concerttornooi van de Provincie Antwerpen en ontving de cultuurprijs van de gemeente Olen. Met deze prijs werd ook een intensieve jeugdopleiding in de verf gezet.
In november 2008 promoveerde de fanfare met het concourswerkstuk "Egmont" van Bert Appermont, onder leiding van Nico Meylemans, van ere-afdeling naar superieure afdeling met 81%